# Acanthosphaera
Acanthosphaera — рід зелених водоростей родини Chlorellaceae. 